# Abid El Idrissi
Abid El Idrissi (Al Hoceima, 30 mei 1988) is een Marokkaanse aanvaller die op dit moment geen club heeft en om die reden uitkomt voor Team VVCS.
Hij speelde in de jeugd bij Culemborg '67 en Vriendenschaar. En van 2007 tot 2010 kwam hij uit voor het eerste elftal van FC Den Bosch.
El Idrissi maakte zijn debuut in het betaalde voetbal op 7 september 2007 tegen FC Zwolle.

## Clubstatistieken
| Seizoen | Club         | Duels | Goals | Competitie     |
| ------- | ------------ | ----- | ----- | -------------- |
| 2007/08 | FC Den Bosch | 7     | 1     | Eerste Divisie |
| 2008/09 | FC Den Bosch | 28    | 3     | Eerste Divisie |
| 2009/10 | FC Den Bosch | 1     | 0     | Eerste Divisie |
| Totaal  |              | 36    | 4     |                |